# 智利酒棕榈
智利酒棕榈（学名：Jubaea chilensis）是属于鸭跖草类植物，也是棕榈科下的其中一种植物。该植物主要生长于南美洲的西南部地区，大概在南纬32度至南纬35度的科金博大区南部、瓦尔帕莱索大区、圣地亚哥首都大区、奥伊金斯将军解放者大区和马乌莱大区北部的一带出现，也是智利中部的小区域特有种类植物。一直以來，人們認為復活節島上已經滅絕的拉帕努伊棕櫚與这些树木屬於同一屬，但現在它們分屬於不同屬。这棵植物在智利那边的人很爱惜它。

## 特征

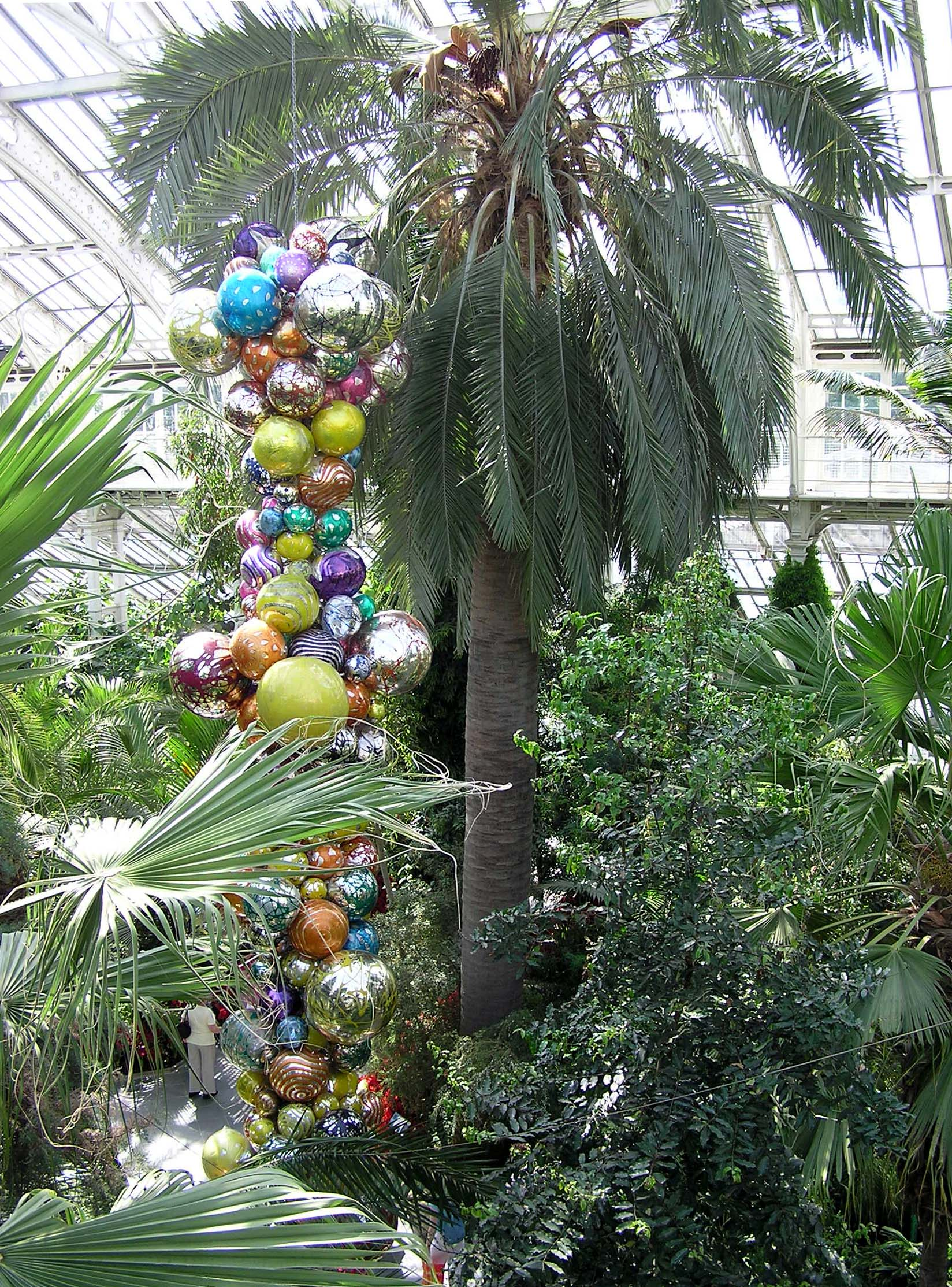
智利酒棕榈在邱园内的展出。

该树木有25（82英尺）高，直径1.3（4.3英尺），树干又高又厚且有圆滑的树皮。树顶上还生出3—5-（9.8—16.4-英尺）长呈羽毛状的树叶。这棵树也是室内最大的植物。

## 生长速度
该树木的生长速度很慢，起码要超过20年才能生成一棵树，几年内才能出现一颗树苗。

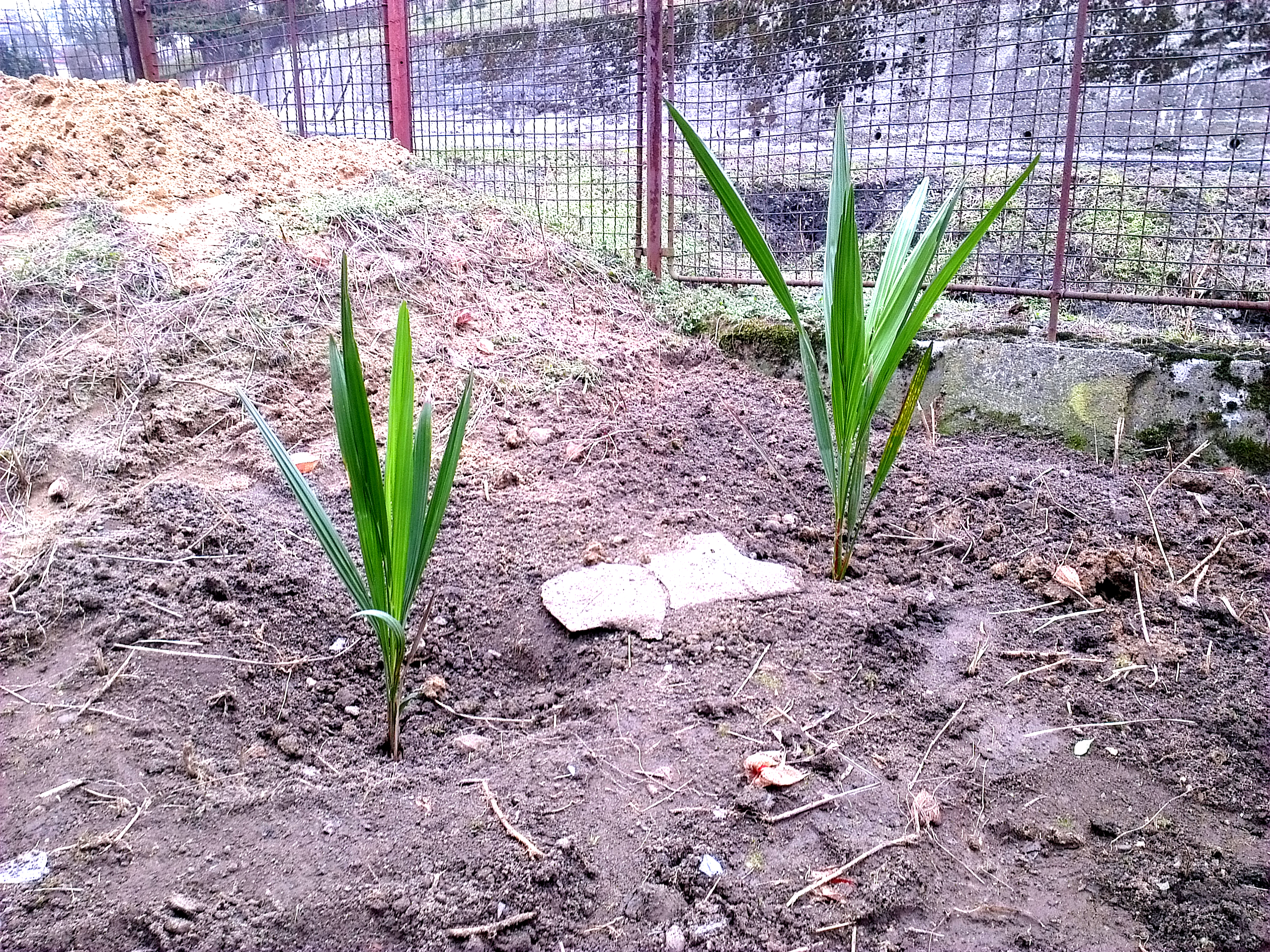
在捷克国内新种植上去的智利酒棕榈树，经历过4年才生成的样子。

### 文注
- C. Donoso (2005) Árboles nativos de Chile. Guía de reconocimiento. Edición 4. Marisa Cuneo Ediciones, Valdivia, Chile. 136p
- González. . The IUCN Red List of Threatened Species 1998.   [11 May 2006]. Listed as Vulnerable (VU A1cd v2.3)
- Information from Encyclopedia of Chilean Flora （页面存档备份，存于）
- C. Michael Hogan (2008) Chilean Wine Palm: Jubaea chilensis, GlobalTwitcher.com, ed. Nicklas Stromberg